# Glicobiologie
Glicobiologia reprezintă studiul structurii, biosintezei și biologiei zaharidelor (lanțuri de zaharuri sau glicani) care sunt larg răspândite în natură. Glucidele sau zaharidele sunt componente esențiale ale tuturor ființelor vii, iar aspectele legate de diferitele roluri pe care le joacă în biologie sunt cercetate în diverse domenii medicale, biochimice și biotehnologice.